# Эгедиус, Хальфдан
Хальфдан Эгедиус (норв. Halfdan Egedius) — норвежский художник-символист и иллюстратор.

## Биография
Хальфан Эгедиус начал рисовать в возрасте 5 лет. С 9 лет посещал в художественной школе класс Кнуда Бергслина (с 1886 по 1889 год). С 1891 года по 1892 год учился живописи в Кристиании, а затем в Копенгагене. В возрасте 15 лет написал замечательные пейзажи Телемарка. Прославился также созданными в последние два года жизни иллюстрациями к сагам Хеймскринглы, в манере Вереншёлля.

## Галерея

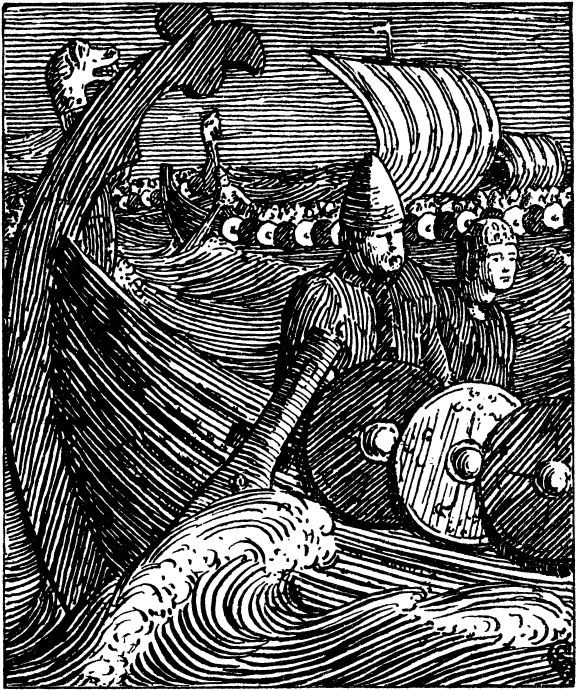
Иллюстрация к Саге об Олафе Святом Heimskringla (1897)
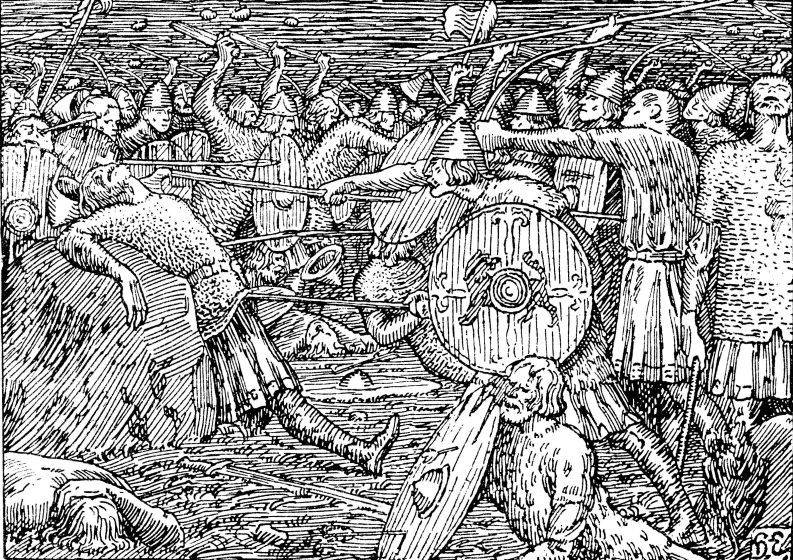
Иллюстрация к Саге об Олафе Святом. Смерть Олафа
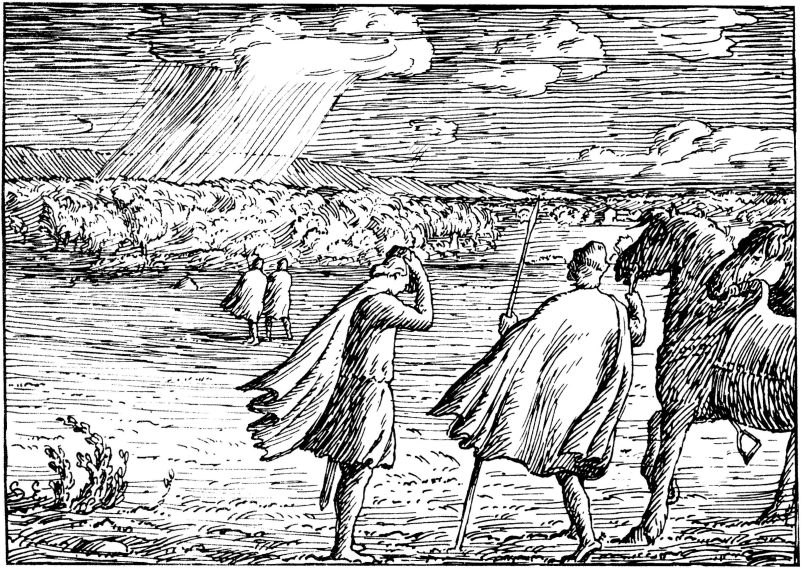
Иллюстрация к  Саге о Магнусе Великом Heimskringla (1898)
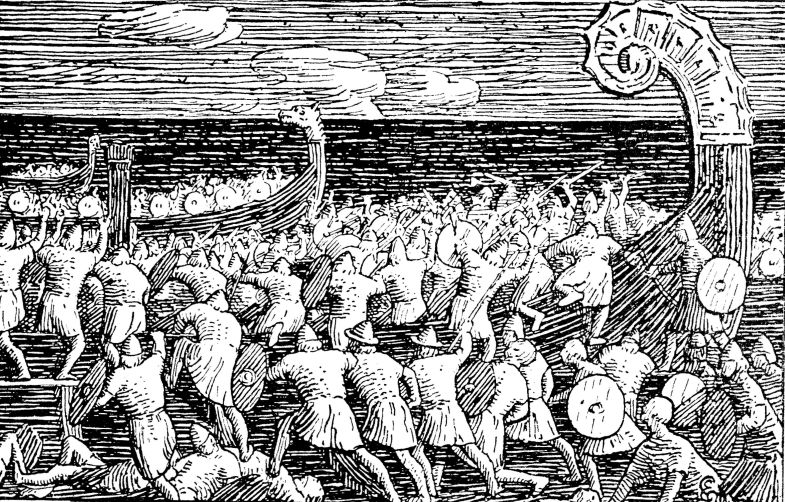
Иллюстрация к  Саге об Олафе Трюгвасоне Heimskringla (1897)
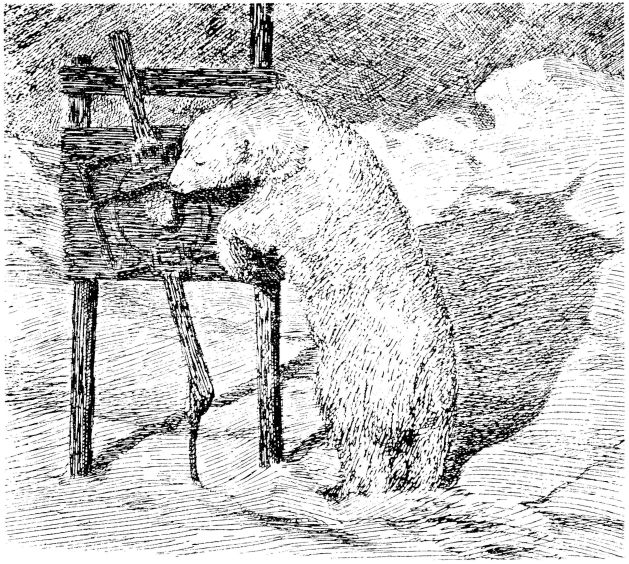
Иллюстрация к  Фрам в Полярном море : норвежская полярная экспедиция 1893-1896 Фритьоф Нансен (1897)
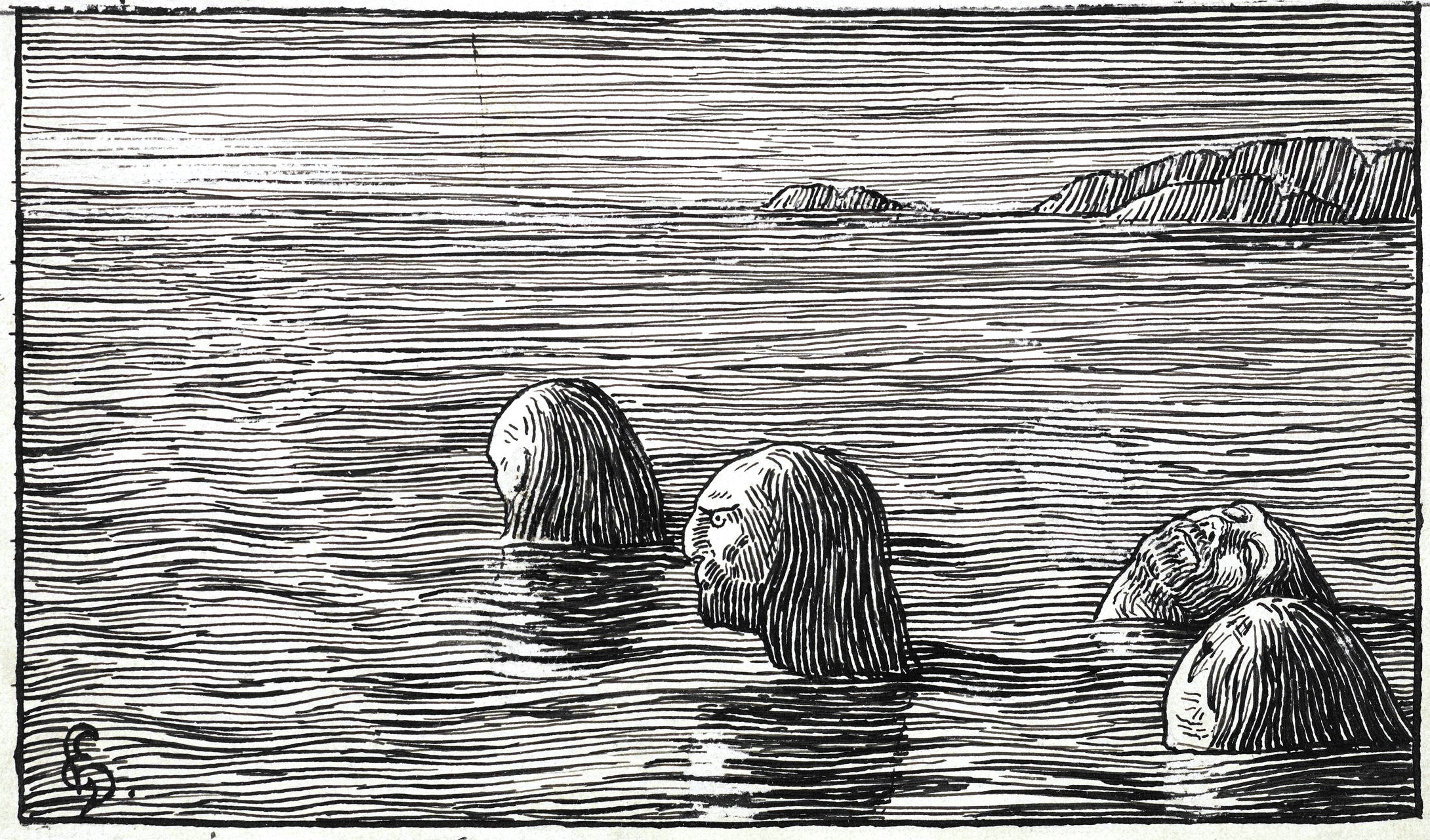
Иллюстрация к Саге об Олафе Трюгвасоне
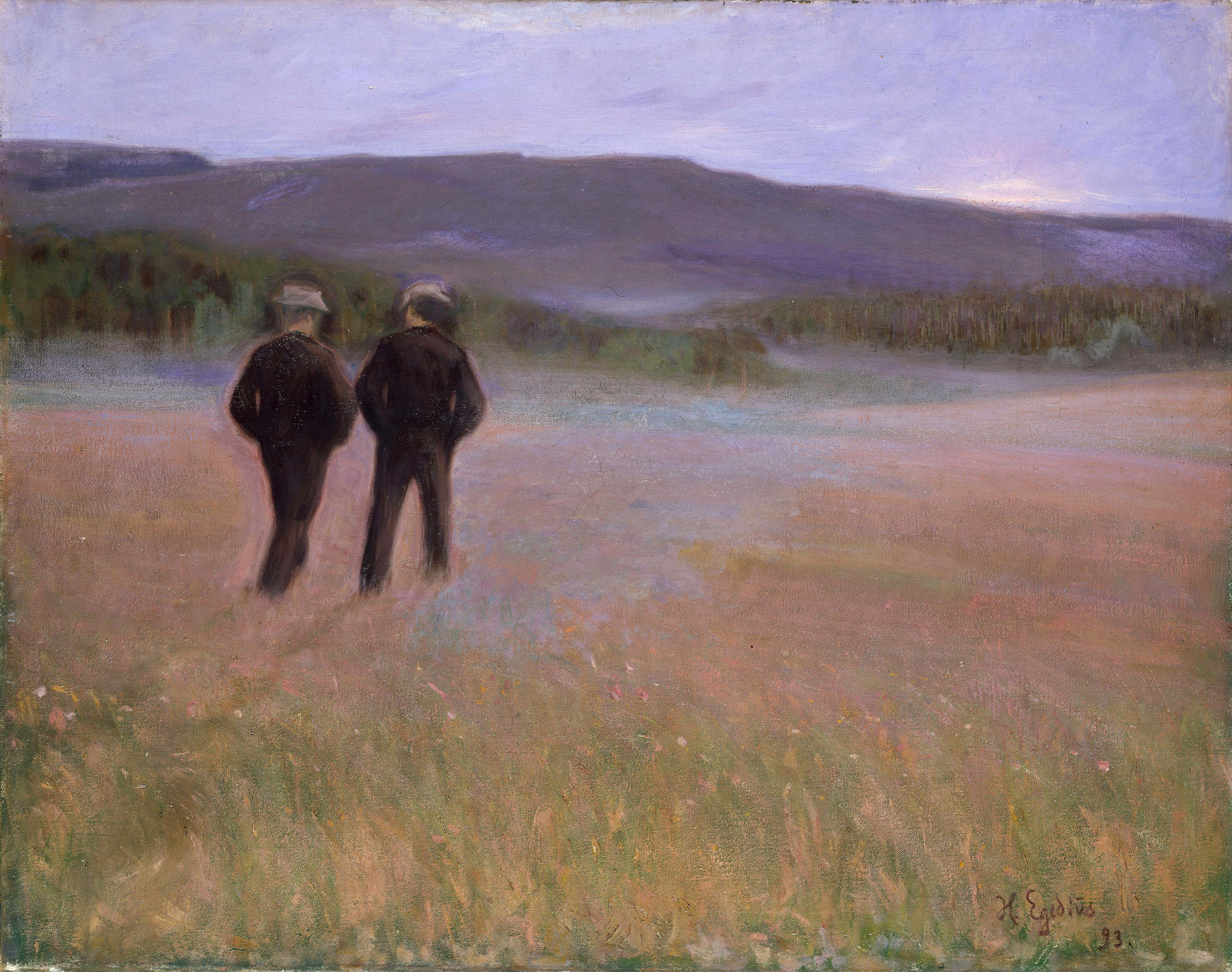
Летний вечер (1893)